# Skrebbmyran
Skrebbmyran är ett naturreservat i Ljusdals kommun i Gävleborgs län.
Området är naturskyddat sedan 2010 och är 718 hektar stort. Reservatet består av myrmark med skogklädda fastmarksholmar med tall. 